# Atteva hesychina
Atteva hesychina is een vlinder uit de familie Attevidae. De wetenschappelijke naam van de soort werd in 1923 gepubliceerd door Turner.